# Bacurauzinho-da-caatinga
O bacurauzinho-da-caatinga (nome científico: Nyctipolus hirundinaceus) é uma espécie de bacurau endêmica do Brasil da família dos caprimulgídeos (Caprimulgidae). Na lista vermelha da União Internacional para a Conservação da Natureza (IUCN / UICN), é classificado como sendo de menor preocupação. Seu tamanho populacional é desconhecido e acredita-se estar diminuindo. O habitat da caatinga é especialmente afetado pelo aumento da ocupação e da agricultura.

## Taxonomia e sistemática
O bacurauzinho-da-caatinga foi originalmente colocado no gênero Caprimulgus, mas análises de ADN mostram que ele e sua espécie irmã bacurau-de-lajeado (Nyctipolus nigrescens) precisavam seu próprio gênero. Tem três subespécies, a saber: N. n. nigrescens; N. n. cearae; e N. n. véu.

## Descrição
O bacurauzinho-da-caatinga mede de 16 a 20 centímetros (6,3 a 7,9 polegadas) de comprimento; um macho pesa 32 gramas (1,1 onças). Os machos da subespécie nominal têm partes superiores marrons com manchas brancas acinzentadas e canela. A cauda é marrom com pontos mais claras; algumas penas têm pontas brancas. Têm uma faixa na garganta e um queixo e garganta brancos com pontos marrons. A parte superior do peito é uma ampla faixa de canela amarelada com manchas marrons, a parte inferior do peito é marrom com manchas e pontas claras, e a barriga e os flancos são marrons com pontos marrons. As fêmeas são semelhantes aos machos, porém mais pálidas e não possuem o branco na cauda. N. n. cearae é mais pálida que a nominal, com ventre mais avermelhado e pontos marrons mais claros nas partes inferiores. A cauda tem mais branco. N. n. veilliardi é mais escuro que o nominal.

## Distribuição e habitat
A subespécie nominal de bacurauzinho-da-caatinga é encontrada nos estados do nordestinos do Piauí, Bahia e Alagoas. N. n. cearae também é encontrado no nordeste, do norte do Ceará ao sul até o extremo norte da Bahia. N. n. veilliardi é encontrado no sudeste de Minas Gerais e no centro-oeste do Espírito Santo, no leste do Brasil. O bacurauzinho-da-caatinga habita paisagens secas de matagal e floresta decídua. Na região da caatinga favorece locais pedregosos. Na região da Mata Atlântica, normalmente é encontrado em afloramentos pedregosos.

## Comportamento
O bacurauzinho-da-caatinga geralmente é solitário, exceto quando emparelhado para reprodução. Normalmente se empoleira em terreno aberto durante o dia. É ativo do anoitecer ao amanhecer. Forrageia em áreas abertas voando do chão para capturar presas e retornando ao mesmo local. Sua dieta não foi estudada em detalhes, mas sabe-se que é insetívoro. Se reproduz durante a estação chuvosa, entre novembro e maio. Põe um único ovo em terra nua. As fêmeas cuidam do ninho durante o dia e os machos à noite. Ambos os sexos têm uma exibição de distração em resposta a ameaças potenciais. Sua vocalização é um assobio curto de nota única, como um whee ou wheo, e muitas vezes é precedido por uma série rápida de 3-4 notas wha. Sua chamada de aviso é um conjunto de notas líquidas do tipo prrip.

## Conservação
em 2005, foi listada como criticamente me perigo na Lista de Espécies da Fauna Ameaçadas do Espírito Santo; e em 2018, foi listado com a rubrica de "dados insuficientes" na Lista Vermelha do Livro Vermelho da Fauna Brasileira Ameaçada de Extinção do Instituto Chico Mendes de Conservação da Biodiversidade (ICMBio). A União Internacional para a Conservação da Natureza (UICN / IUCN), em sua Lista Vermelha, classificou o caititu como pouco preocupante devido à sua ampla distribuição geográfica, apesar de sua população estar em tendência decrescente devido à perda de habitat.